# Prykarpattia Iwano-Frankiwsk (2016)
Prykarpattia Iwano-Frankiwsk (ukr. МФК «Прикарпаття» Івано-Франківськ) – ukraiński klub piłkarski, mający siedzibę w mieście Iwano-Frankiwsk, na zachodzie kraju, grający od sezonu 2018/19 w rozgrywkach ukraińskiej Perszej-lihi.

## Historia
Chronologia nazw:
- 2016: Tepłowyk Iwano-Frankiwsk (ukr. ФК «Тепловик» Івано-Франківськ)
- 10.11.2016: Tepłowyk-Prykarpattia Iwano-Frankiwsk (ukr. ФК «Тепловик-Прикарпаття» Івано-Франківськ)
- 21.06.2017: Prykarpattia Iwano-Frankiwsk (ukr. МФК «Прикарпаття» Івано-Франківськ)
- 07.2025: Prykarpattia-Błaho Iwano-Frankiwsk (ukr. МФК «Прикарпаття-Благо» Івано-Франківськ)

Klub piłkarski Tepłowyk został założony w Iwano-Frankiwsku w lipcu 2016 roku, po tym jak miejski klub piłkarski Tepłowyk oddzielił się od klubu Tepłowyk-DJuSSz-3.
W lipcu 2016 roku zgłosił się do rozgrywek w Drugiej Lidze i otrzymał status profesjonalny.
5 grudnia 2016 klub zmienił nazwę na Tepłowyk-Prykarpattia.
21 czerwca 2017 klub skrócił nazwę na Prykarpattia.
W sezonie 2017/18 klub zajął drugie miejsce w grupie A Drugiej ligi i awansował do Pierwszej ligi.
17 kwietnia 2022 w czasie trwania wojny rosyjsko-ukraińskiej prawie cały klub piłkarski jako pierwszy na Ukrainie wstąpił do Sił Zbrojnych Ukrainy.
Latem 2025 klub znalazł sponsora, firmę Błaho, w związku z czym klub przyjął nazwę Prykarpattia-Błaho.

## Barwy klubowe, strój, herb, hymn
|  |  |

Klub ma barwy zielono-żółte. Zawodnicy domowe spotkania zazwyczaj grają w zielonych koszulkach, zielonych spodenkach oraz zielonych getrach.
Logo klubu zaprojektowane w formie europejskiej tarczy herbowej XV w. koloru jasnozielonego. ze skośnymi od dołu do góry żółto-zielonymi pasami. Herb zawiera wizerunek ciemnozielonego orła przedniego z podniesionymi skrzydłami, gatunku ptaku chronionego w Karpatach. Kolor jasnozielony oddzielony od koloru ciemnozielonego żółtymi pasami. W środku tarczy umieszczono napis koloru żółtego w języku ukraińskim Prykarpattia. Nad napisem widnieje żółta brama miejska – fragment herbu miasta Iwano-Frankiwsk, a pod napisem mniejszymi literami koloru jasnozielonego w języku ukraińskim Iwano-Frankiwsk. U dolnej części herbu klubu podano ciemnozielonym kolorem 1981 (rok zmiany nazwy byłego klubu Spartak na Prykarpattia).
Maskotką klubu jest smok o imieniu Urakosza.

## Sukcesy

### Trofea międzynarodowe
Do chwili obecnej klub jeszcze nigdy nie zakwalifikował się do rozgrywek europejskich.

### Trofea krajowe
| \| \| Zdobyte trofea w rozgrywkach Ukrainy (stan na: 31-05-2021) \| |                                                            |      |          |
| Rozgrywki                                                           | Osiągnięcie                                                | Razy | Sezon(y) |
| · Mistrzostwo                                                       | I miejsce                                                  | 0    |          |
| · Mistrzostwo                                                       | II miejsce                                                 | 0    |          |
| · Mistrzostwo                                                       | III miejsce                                                | 0    |          |
| Puchar                                                              | zdobywca                                                   | 0    |          |
| Puchar                                                              | finalista                                                  | 0    |          |
| Puchar                                                              | 1/8 finału                                                 | 1    | 2017/18  |
| II liga                                                             | I miejsce                                                  | 0    |          |
| II liga                                                             | II miejsce                                                 | 0    |          |
| II liga                                                             | III miejsce                                                | 0    |          |
| II liga                                                             | 10.miejsce                                                 | 1    | 2018/19  |
| Ukraina                                                             | Zdobyte trofea w rozgrywkach Ukrainy (stan na: 31-05-2021) |      |          |

- Druha liha (D3):
  - wicemistrz (1x): 2017/18 (grupa A)
- Amatorskie Mistrzostwa Ukrainy:
  - 4. miejsce w grupie (1x): 2016
- Mistrzostwo obwodu iwanofrankowskiego:
  - mistrz (1x): 2002
  - wicemistrz (4x): 2003, 2005, 2006, 2010
  - brązowy medalista (4x): 2000, 2004, 2009, 2011
- Puchar obwodu iwanofrankowskiego:
  - zdobywca (2x): 2003, 2004
  - finalista (1x): 2010
- Superpuchar obwodu iwanofrankowskiego:
  - zdobywca (1x): 2003
  - finalista (2x): 2002, 2004

### Inne trofea
- Memoriał Myrosława Dumanskiego:
  - zwycięzca (1x): 2006
- Puchar Podgórza:
  - zdobywca(1x): 2003

## Poszczególne sezony

### Rozgrywki międzynarodowe

#### Europejskie puchary
Nie uczestniczył w rozgrywkach o Puchary europejskie.

### Rozgrywki krajowe
| \| Ukraina \| Bilans występów klubu w rozgrywkach piłkarskich Ukrainy (Stan na 31 maja 2021 r.) \| \| |                                                                                   |        |       |    |   |    |     |    |     |           |        |        |      |
| Poziom                                                                                                | Rozgrywki                                                                         | Sezony | Mecze | Z  | R | P  | B+  | B– | Pkt | Lata      | Awanse | Spadki | Naj. |
| I | Premier-liha                                                                      | 0      | 0     | 0  | 0 | 0  | 0   | 0  | 0   |           | 0      | 0      |      |
| II | Persza liha                                                                       | 3      | 28    | 10 | 4 | 14 | 41  | 39 | 34  | od 2018   | 0      | 0      | 10   |
| III                                                                                                   | Druha liha                                                                        | 2      | 59    | 34 | 6 | 19 | 109 | 63 | 108 | 2016–2018 | 1      | 0      | 2    |
| | Puchar Ukrainy                                                                    | 5      |       |    |   |    |     |    |     | od 2017   | 0      | 0      | 1/8  |
| Ukraina                                                                                               | Bilans występów klubu w rozgrywkach piłkarskich Ukrainy (Stan na 31 maja 2021 r.) |        |       |    |   |    |     |    |     |           |        |        |      |

## Piłkarze, trenerzy, prezydenci i właściciele klubu

### Piłkarze

#### Aktualny skład zespołu
Stan na 21 lipca 2021.
| Nr | Poz. | Piłkarz                         |
| -- | ---- | ------------------------------- |
| 1  | BR   | Roman Serdiuk                   |
| 3  | OB   | Wasyl Francuz                   |
| 4  | OB   | Iwan Pastuch                    |
| 5  | OB   | Ołeh Łeń (wyp. z Ruchu)         |
| 6  | PO   | Wołodymyr Rudiuk (wyp. z Ruchu) |
| 7  | PO   | Roman Kuzmyn                    |
| 8  | PO   | Roman Tołoczko                  |
| 9  | PO   | Roman Borysewycz                |
| 10 | NA   | Andrij Choma                    |
| 11 | OB   | Mykhajło Pysko                  |
| 12 | OB   | Mykoła Sikacz                   |
| 14 | NA   | Wasyl Ciuciura                  |
| 15 | PO   | Nazarij Worobczak               |
| 17 | NA   | Władysław Semotiuk              |

| Nr | Poz. | Piłkarz                 |
| -- | ---- | ----------------------- |
| 19 | PO   | Rostysław Wołoszynowycz |
| 21 | PO   | Iwan Sondej             |
| 24 | BR   | Iwan Pican              |
| 27 | PO   | Jurij Radulski          |
| 29 | PO   | Andrij Kochman          |
| 34 | OB   | Wasyl Henyk             |
| 44 | OB   | Witalij Parchuć         |
| 54 | BR   | Andrij Nowak            |
| 71 | BR   | Swiatosław Barasiuk     |
| 77 | PO   | Roman Dytko             |
| 89 | OB   | Ołeh Matuszewski        |
| 90 | NA   | Roman Barczuk           |
| 99 | NA   | Władysław Horbaczenko   |

#### Znani piłkarzy
- Wołodymyr Boryszkewycz
- Ihor Chudobiak
- Mykoła Kwasny
- Andrij Nowak
- Iwan Pican

### Trenerzy
- 07.2016–02.09.2020:  Wołodymyr Kowaluk
- 02.09.2020–01.05.2021:  Rusłan Mostowy
- 01.05.2021–20.07.2021:  Ołeh Rypan (p.o.)
- 20.07.2021–...:  Ołeh Rypan

### Prezydenci
- 2016–...: Wasyl Olszanecki

## Struktura klubu

### Stadion
Klub piłkarski rozgrywał swoje mecze domowe na głównym miejskim stadionie Ruch w Iwano-Frankiwsku, który może pomieścić 16 000 widzów, w tym 6 200 miejsc siedzących.

### Inne sekcje
Klub prowadził drużyny dla dzieci i młodzieży w każdym wieku.

### Sponsorzy
Sponsorem technicznym była hiszpańska firma Joma. Sponsorem głównym jest Urząd Miejski i marka handlowa "Kałuskie eksportowe" oraz od 2019 firma energetyczna Adamson. Wkrótce zostaną podpisane umowy z Faworyt Sport oraz Carlsberg.

## Kibice i rywalizacja z innymi klubami

### Kibice
Największa liczba kibiców klubu znajduje się w mieście oraz w obwodzie iwanofrankiwskim. Są też fani, mieszkające w dalszych miejscowościach. Fani Prykarpattia utrzymują dobre relacje z fanami Skały Stryj, Desny Czernihów i Obołoni Kijów oraz wrogo traktują fanów Nywy Tarnopol, Nywy Winnica, Bukowyny Czerniowce, Zakarpattia Użhorod i Czornomorca Odessa.

### Rywalizacja
Największymi rywalami klubu są inne zespoły z okolic oraz sąsiednich obwodów.

### Derby
Najbardziej zagorzały mecz z udziałem klubu to Zachodnioukraińskie derby z Nywą Tarnopol, zawsze trzymane w bardzo napiętej atmosferze. Główną rywalizacją w obwodzie jest Podkarpackie derby z drugoligowym FK Kałusz. Również dużym zainteresowaniem cieszy się pojedynek z głównym klubem Zachodniej Ukrainy – Karpatami Lwów.
Oto derby:
- Bukowyna Czerniowce
- Enerhetyk Bursztyn – Podkarpackie derby
- Karpaty Lwów
- Nywa Tarnopol – Zachodnioukraińskie derby
- Skała Stryj
- Zakarpattia Użhorod